# Ayana Taketatsu
Ayana Taketatsu (竹達 彩奈, Taketatsu Ayana, Saitama, 23 de junho de 1989) é uma dubladora japonesa. Após sair da agência I'm Enterprise, ela se afiliou a Assemble Heart, onde está atualmente. Assim como Yōko Hikasa, ela também frequentou a Nihon Narration Engi Kenkyūjo, uma escola de formação de dubladores. Por causa da sua voz forte, ela costuma dublar personagens tsundere. Em 2013, ela formou uma banda, petit milady, ao lado de Aoi Yūki.
Em 23 de Junho de 2019, anunciou no Twitter que se casou com o também dublador Yuki Kaji.

## Biografia
Os animes Sailor Moon e Cardcaptor Sakura influenciaram Ayana a se tornar uma dubladora. Quando pequena, tinha um complexo com sua voz; as pessoas ao seu redor comentavam que a voz dela soava como um anime, o que a fez odiar sua própria voz. Quando decidiu se tornar uma dubladora, sua mãe no começo foi contra, pois o curso tinha uma mensalidade muita alta. Porém, depois de bastante insistência, a mãe cedeu, pois percebeu que qualquer curso teria aquele valor.
Quando estava no segundo ano do colegial, ganhou uma bolsa de estudos no I’m Enterprise Nihon Narration Engi Kenkyuujo, após passar em um teste de audição. Depois de se inscrever para o Gekidan Voa Rev (um sistema da I'm para treinar novos atores), ela se tornou oficialmente um membro da I’m Enterprise aos 15 anos. Ela era a atriz mais nova na época.
Ela estava na I’m Enterprise há dois meses, quando, em 19 de junho de 2005, foi escalada para seu primeiro trabalho, que seria uma homenagem ao 8º aniversário da empresa: I'm Matsuri. Logo em seguida, estreou como dubladora em Kiss×sis, interpretando a protagonista Suminoe Ako. Embora tivesse chamado a atenção do público, o seu reconhecimento veio com o papel Nakano Azusa em K-ON!.
Em 6 de março de 2010, ela ganhou um prêmio como cantora, devido ao single "Houkago Tea Time", presente em K-ON! e cantado ao lado de Aki Toyosaki, Yōko Hikasa, Satomi Satō e Minako Kotobuki, no 4º Seiyu Awards. Em 10 de outubro, foi escalada para o elenco de Tamayura. No mesmo ano, atuou no filme Light Novel no Tanoshii Kakikata.
Em 11 de abril de 2012, lançou seu primeiro single, "Sinfonia! Sinfonia!!!", através da Pony Canyon. Um tempo depois, em 30 de abril, deixou a agência I'm Enterprise e se afiliou a Assemble Heart.
Em 21 de março de 2013, formou a banda petit milady junto com Aoi Yūki e começaram a transmitir o programa Ao to Ayana no La Puchimire Radio. Estrearam através da gravadora ZERO-A, em 15 de maio. No mesmo ano, a dupla se apresentou no Animelo Summer Live 2013 -FLAG NINE-.

## Trabalhos

### Anime
2009
- K-On! (Azusa Nakano)[15]
- Needless (Yua)
- Sasameki Koto (Manaka Akemiya)
- Yumeiro Pâtissière (Vanilla)[16]

2010
- Ichiban Ushiro no Dai Maō (Michie Ōtake)
- MM! (Mio Isurugi)[17]
- Ore no Imōto ga Konna ni Kawaii Wake ga Nai (Kirino Kōsaka)[18]
- Highschool of the Dead (Arisu Maresato)[19]
- Kami nomi zo Shiru Sekai (Ayumi Takahara)[20]
- Kiss×sis (Ako Suminoe)[21]
- K-On!! (Azusa Nakano)[22]
- Jewelpet Tinkle☆ (Maria)[23]
- Star Driver: Kagayaki no Takuto (Simone Aragon)[24]
- Densetsu no Yūsha no Densetsu (Eslina Folka)
- Baka to Test to Shōkanjū (Miharu Shimizu)[25]
- Mayoi Neko Overrun! (Nozomi Kiriya)[26]
- Yumeiro Pâtissière SP Professional (Vanilla)[27]

2011
- Rio Rainbow Gate! (Mint Clark)[28]
- Dog Days (Eclair Martinozzi)[29]
- Kami nomi zo Shiru Sekai II (Ayumi Takahara)
- Double-J (Ema Hōjō)[30]
- Baka to Test to Shōkanjū Nii! (Miharu Shimizu)
- Nekogami Yaoyoruzu (Meiko)[31]
- Tamayura ~Hitotose~ (Fū Sawatari)[32]
- Ben-to (Asebi Inoue)[33]
- Guilty Crown (Tsugumi)[34]

2012
- Dog Days' (Eclair Martinozzi)[35]
- Gokujyo (Minami Kurihashi)[36]
- Hagure Yūsha no Estetica (Aihara Minami)[37]
- High School DxD (Koneko Tojo)[38]
- Kono Naka ni Hitori, Imōto ga Iru! (Rinka Kunitachi)
- Yurumates 3D (irmã do Sae)[39]
- YuruYuri♪♪ (Mirakurun)[40]
- Sword Art Online (Kirigaya Suguha/Leafa)[41]
- Psico-Pass (Shoko Sugawara/Spooky Boogie)

2013
- Berserk Golden Age Arc III: Advent (Erika)
- Date A Live (Itsuka Kotori)[42]
- Ore no Imōto ga Konna ni Kawaii Wake ga Nai. (Kirino Kōsaka)
- Zettai Bōei Leviathan (Jörmungandr)[43]
- Tamayura ~More Aggressive~ (Fu Sawatari)[44]
- The World God Only Knows: Goddesses (Ayumi Takahara)
- Wanna be the Strongest in the World (Sakura Hagiwara)[45]

2014
- Toaru Hikūshi e no Koiuta (Ariel Albus)[46]
- Date A Live II (Kotori Itsuka)
- Wizard Barristers: Benmashi Cecil (Moyo Tento)[47]
- Space Dandy (Mamitas)[48]
- Momo Kyun Sword (Momoko)[49]
- Rokujyoma no Shinryakusha!? (Karama)[50]
- Tsubu Doll (Sakura Ōno)
- Sword Art Online II (Suguha Kirigaya/Leafa)
- The Pilot's Love Song (Ariel Albus)
- Tsubu Doll (Sakura Ōno)
- Wizard Barristers: Benmashi Cecil (Moyo Tento)

2015
- Dog Days (Eclair Martinozzi)
- High School DxD BorN (Koneko Tōjo)
- Kantai Collection (Yamato)
- Okusama ga Seitokaichō! (Ui Wakana)
- The Idolmaster Cinderella Girls (Sachiko Koshimizu)
- World Break: Aria of Curse for a Holy Swordsman (Satsuki Ranjō)

### Jogos
- Kingdom Hearts: Dream Drop Distance (Rhyme)
- Nora to Toki no Kōbō: Kiri no Mori no Majo (Nora Brundle)
- Ore no Imōto ga Konna ni Kawaii Wake ga Nai Portable (Kirino Kōsaka)
- Persona 4 Arena (Labrys)
- Pokémon Black 2 and White 2 (Bel/Bianca)
- Trinity Universe (Tsubaki)
- Sword Art Online: Infinity Moment (Leafa)
- The Idolmaster Cinderella Girls (Sachiko Koshimizu)
- Macross 30: The Voice that Connects the Galaxy (Mei Lilong)
- Call of Duty: Black Ops II (Anderson)
- Kantai Collection (Yamato)
- K-On! Hōkago Live!! (Azusa Nakano)
- Phantasy Star Online 2 (voz feminina 57)
- Dragalia Lost (Natalie)

### Drama CD
- Ore no Imōto ga Konna ni Kawaii Wake ga Nai (Kirino Kōsaka)
- Tsuki Tsuki! (Nazuna Nanjō)
- Love DNA XX (Aoi)
- Watashi ni xx Shinasai! (Mami Mizuno)

## Discografia

### Álbum de estúdio
| #  | Data de Lançamento  | Álbum          | Nº do Catálogo  | Nº do Catálogo | Melhor posição na parada Oricon |
| #  | Data de Lançamento  | Álbum          | Edição limitada | Edição regular | Melhor posição na parada Oricon |
| -- | ------------------- | -------------- | --------------- | -------------- | ------------------------------- |
| 1º | 10 de abril de 2013 | apple symphony | PCCG-1331/2     | PCCG-1333      | 7ª                              |

### Singles
| #  | Data de Lançamento    | Single                                | Nº do Catálogo  | Nº do Catálogo | Melhor posição na parada Oricon |
| #  | Data de Lançamento    | Single                                | Edição limitada | Edição regular | Melhor posição na parada Oricon |
| -- | --------------------- | ------------------------------------- | --------------- | -------------- | ------------------------------- |
| 1º | 11 de abril de 2012   | Sinfonia! Sinfonia!!!                 | PCCG-1272       | PCCG-70136     | 7ª                              |
| 2º | 12 de outubro de 2012 | Onpu no Kuni no Alice (♪の国のアリス) | PCCG-1298       | PCCG-70162     | 10ª                             |
| 3º | 9 de janeiro de 2013  | Jiku Tours (時空ツアーズ)             | PCCG-1318       | PCCG-70171     | 10ª                             |
| 4º | 4 de dezembro de 2013 | 週末シンデレラ                        | PCCG-1376       | PCCG-70198     | 16ª                             |
| 5º | 4 de junho de 2014    | わんだふるワールド                    | PCCG-1404       | PCCG-70212     | 11ª                             |